# Fred Rodríguez
Fred Rodríguez (n. 3 de setembro de 1973; Bogotá, Colômbia) é um ciclista colombiano com nacionalidade estadounidense. Seu apelido é Fast Freddie devido à sua reputação como especialista no sprint. Entre os seus lucros mais destacados tem sido quatro vezes campeão nacional de estrada dos Estados Unidos e ganhou uma etapa do Giro d'Italia em 2004.
Tem feito parte da equipa nacional dos EUA (1992-1994) com uma série de outros corredores profissionais como Lance Armstrong, Bobby Julich, George Hincapie, Jeff Evanshine, Chann McRae e Kevin Livingston.
Correu em Europa em equipas de renome como o Mapei e Predictor-Lotto. Em 2008 voltou a Estados Unidos unindo-se ao Rock Racing. Em 2011 passou ao Team Exergy e trás o desaparecimento deste no final de 2012, alinhou pela Jelly Belly-Kenda em maio de 2013. Reside habitualmente entre Emeryville (Califórnia, EUA) e Gerona (Espanha).

## Palmarés
| 1996 - 2º em Campeonato dos Estados Unidos em Estrada - International Cycling Classic - 1 etapa do Tour de China 1997 - 1 etapa do a Redlands Bicycle Classic - 1 etapa da Volta à Baixa Sajonia 1998 - 1 etapa da Volta à Baixa Sajonia - 2 etapas do Tour de Langkawi 1999 - Schaal Sels - 1 etapa no Tour de Langkawi - 2º em Campeonato dos Estados Unidos em Estrada 2000 - Campeonato dos Estados Unidos em Estrada - 1 etapa da Volta à Suíça - 2 etapas da Volta à Baixa Sajonia - First Union Classic - 1 etapa dos Quatro Dias de Dunquerque - 1 etapa da Uniqa Classic | 2001 - Campeonato dos Estados Unidos em Estrada - 1 etapa no Tour de Luxemburgo - Commerce Bank International Championship 2003 - 2 etapas no Tour de Georgia - 1 etapa no Volta a Rodas 2004 - Campeonato dos Estados Unidos em Estrada - 1 etapa no Giro d'Italia - Wachovia Classic 2005 - 1 etapa do Grande Prêmio Internacional Costa Azul 2006 - 1 etapa no Tour de Georgia 2007 - 1 etapa no Tour de Georgia - 1 etapa do Tour de Elk Grove 2013 - Campeonato dos Estados Unidos em Estrada |

## Resultados nas grandes voltadas
| Carreira           | 1996 | 1997 | 1998 | 1999 | 2000 | 2001 | 2002 | 2003 | 2004 | 2005 | 2006 | 2007 | 2008 | 2009 | 2010 | 2011 | 2012 | 2013 |
| ------------------ | ---- | ---- | ---- | ---- | ---- | ---- | ---- | ---- | ---- | ---- | ---- | ---- | ---- | ---- | ---- | ---- | ---- | ---- |
| Giro d'Italia      | -    | -    | -    | -    | -    | -    | -    | -    | 99º  | -    | -    | -    | -    | -    | -    | -    | -    | -    |
| Tour de France     | -    | -    | -    | -    | 86º  | Ab.  | Ab.  | Ab.  | -    | 132º | Ab.  | Ab.  | -    | -    | -    | -    | -    | -    |
| Volta a Espanha    | -    | -    | -    | -    | -    | -    | -    | -    | -    | -    | 109º | -    | -    | -    | -    | -    | -    | -    |
| Mundial em Estrada | -    | -    | -    | -    | -    | -    | 23º  | 18º  | -    | 59º  | 15º  | -    | -    | -    | -    | -    | -    | -    |